# チメジー・メトゥ
チメジー・メトゥ（Chimezie Metu、1997年3月22日 - ）は、アメリカ合衆国・カリフォルニア州ロサンゼルス出身のバスケットボール選手。身長208cm、体重99kg。ポジションはPF/C。

## 経歴

### 若齢機
カリフォルニア州ロサンゼルスで生まれ、6歳まで父親とともにナイジェリアで暮らし、ナイジェリアではサッカーをプレーした。

### ハイスクール
カリフォルニア・ローンデールのローンデール高校でプレーし、四つ星推薦を獲得し、2014年5月12日南カリフォルニア大学に入学し、トロージャンズに加入することを決めた。

### カレッジ
1年次は、3試合のスターターを含む34試合に出場し、1試合平均6.4得点、3.6リバウンドに加え、54ブロックを記録し、新人での54ブロックはタージ・ギブソンに次ぐ大学歴代2位の記録となった。2016年のNCAAトーナメント1回戦で敗れたが10分間出場した。
2年次にはすべてスターターとして36試合に出場し1試合平均14.8得点、7.8リバウンドを記録し、2017年のNCAAトーナメント2回戦進出に貢献した。2017年のパシフィック12カンファレンスの最成長選手、セカンドチームに選出された。
3年次には、スターター33試合を含む34試合に出場し、1試合平均15.7得点、7.4リバウンドを記録した。2018年2月23日、スポーツ・エージェントから2000ドルを受けたとの疑惑が上がったが、南カリフォルニア大学により疑いは晴らされた。2018年3月5日、同チームのジョーダン・マクローリンと共に、2018年のパシフィック12カンファレンスのファーストチームに選出された。。2018年のNBAドラフトへのエントリーを表明した。

### NBA

#### サンアントニオ・スパーズ(2018-2020)
2018年6月21日、2018年のNBAドラフト、2順目49位でサンアントニオ・スパーズに指名され、３年のルーキー契約を結び入団した。
２シーズンに亘り、47試合に出場したが、2020年11月20日に解雇されFAとなった。

#### サクラメント・キングス(2020-2023)
2020年11月28日、 サクラメント・キングスと契約したが、プレシーズンゲームに4試合出場した後解雇された。その後、12月24日、キングスと2ウェイ契約を結んだ。
2021年4月28日、キングスと2年契約を結んだ。

#### フェニックス・サンズ(2023-2024)
2023年7月4日、フェニックス・サンズと契約した。

#### メンフィス・グリズリーズ
2024年2月9日、渡邊雄太とともにメンフィス・グリズリーズへトレードされたが、その後、ウェイブ（保有権放棄）されると報じられた。

#### デトロイト・ピストンズ
2024年3月31日、残りのシーズンをデトロイト・ピストンズと契約した。

### 国外のキャリア(2024-)

#### FCバルセロナ・バスケット
2024年7月30日、ユーロリーグとリーガACBに所属するFCバルセロナ・バスケットへ1年契約で加入すると発表された。
9月29日に行われたリーガACB開幕戦であるCBグラナダ戦ではチーム最多の17得点で勝利に貢献した。2025年3月25日に行われたユーロリーグのバイエルン・ミュンヘン戦で右足のアキレス腱を断裂する怪我を負った。

## 個人成績

### レギュラーシーズン
| シーズン | チーム                   | GP | GS | MPG | FG%  | 3P%  | FT%  | RPG | APG | SPG | BPG | PPG |
| -------- | ------------------------ | -- | -- | --- | ---- | ---- | ---- | --- | --- | --- | --- | --- |
| 2018–19  | サンアントニオ・スパーズ | 29 | 0  | 5.0 | .328 | .000 | .765 | 1.2 | .4  | .2  | .1  | 1.8 |
| 2019–20  | サンアントニオ・スパーズ | 18 | 0  | 5.8 | .571 | .000 | .769 | 1.8 | .6  | .2  | .3  | 3.2 |
| Career   | Career                   | 47 | 0  | 5.3 | .430 | .000 | .767 | 1.5 | .5  | .2  | .2  | 2.3 |

### カレッジ
| シーズン | チーム | GP  | GS | MPG  | FG%  | 3P%  | FT%  | RPG | APG | SPG | BPG | PPG  |
| -------- | ------ | --- | -- | ---- | ---- | ---- | ---- | --- | --- | --- | --- | ---- |
| 2015–16  | USC    | 34  | 2  | 18.5 | .518 | .000 | .513 | 3.6 | .5  | .6  | 1.6 | 6.4  |
| 2016–17  | USC    | 36  | 36 | 31.3 | .552 | .500 | .741 | 7.8 | 1.4 | .8  | 1.5 | 14.8 |
| 2017–18  | USC    | 34  | 33 | 31.0 | .523 | .300 | .730 | 7.4 | 1.6 | .8  | 1.7 | 15.7 |
| Career   | Career | 104 | 71 | 27.0 | .533 | .302 | .692 | 6.3 | 1.2 | .7  | 1.6 | 12.3 |

## ナイジェリア代表
ナイジェリア代表として2019年FIBAバスケットボール・ワールドカップと東京オリンピックに出場している。

## 脚註
1. ↑  “NBA Advanced Stats/Draft Combine”.   NBA.com (2018年). 2018年6月22日閲覧。
2. ↑  Holm, Max. “The High School Player Who Dunked on a Miami Heat Superstar” (英語). OZY 2018年4月22日閲覧。
3. ↑  Thiry, Lindsey (2018年3月7日). “Even with all the turmoil, USC's Chimezie Metu says he's glad he returned for his junior season”. Los Angeles Times 2018年4月15日閲覧。
4. ↑  “2017-18 Pac-12 Men's Basketball All-Conference Teams announced”. Pac-12 Conference.   Pac-12 Conference. 2018年7月4日閲覧。
5. ↑  Kaufman, Joey (2018年3月22日). “USC junior Chimezie Metu declares for NBA draft”. Orange County Register 2018年4月15日閲覧。
6. ↑  “Spurs Sign Chimezie Metu To Three-Year Deal”.   RealGM.com (2018年8月30日). 2018年8月31日閲覧。
7. ↑  “Spurs waive Chimezie Metu”. NBA.com (2020年11月20日). 2020年11月20日閲覧。
8. ↑  “Kings Sign Chimezie Metu”. NBA.com (2020年11月28日). 2020年11月28日閲覧。
9. ↑  “Kings Waive Chimezie Metu”. NBA.com (2020年12月22日). 2020年12月22日閲覧。
10. ↑  “Kings Sign Chimezie Metu To A Two-Way Contract”. NBA.com (2020年12月24日). 2020年12月24日閲覧。
11. ↑  “Kings Sign Chimezie Metu To Multi-Year Contract”.   NBA.com. 2021年4月28日閲覧。
12. ↑  “SUNS SIGN KEITA BATES-DIOP, DREW EUBANKS, CHIMEZIE METU AND YUTA WATANABE”. 2023年7月6日閲覧。
13. ↑  “Chimezie Metu joins Barcelona”.   euroleaguebasketball.net. 2024年7月30日閲覧。
14. ↑  “ACB: Barcelona easy win on Granada, Baskonia loses to Tenerife”.   Sportando. 2024年9月29日閲覧。
15. ↑  “Chimezie Metu suffers Achilles tear vs. Bayern”.   basketnews.com (2025年3月26日). 2025年3月26日閲覧。
16. ↑  “Chimezie METU FIBA”.   FIBA. 2022年8月28日閲覧。